# Ôn Gia Bảo
Ôn Gia Bảo (chữ Hán giản thể: 温家宝; phồn thể: 溫家寶; bính âm: Wēn Jiābǎo; sinh ngày 15 tháng 9 năm 1942) là Thủ tướng thứ sáu của Quốc vụ viện nước Cộng hòa Nhân dân Trung Hoa từ năm 2003 đến năm 2013. Ông cũng từng là Ủy viên Ban Thường vụ Bộ Chính trị Đảng Cộng sản Trung Quốc.
Ông gia nhập Đảng Cộng sản Trung Quốc từ tháng 4 năm 1965. Tháng 9 năm 1967, ông tham gia công tác, tốt nghiệp khoa cấu tạo địa chất Học viện Địa chất Bắc Kinh (nay là Đại học Địa chất Trung Quốc), tham gia nghiên cứu sinh, công trình sư.

## Tiểu sử
Ôn Gia Bảo sinh tháng 9 năm 1942, dân tộc Hán, người Thiên Tân.
Ông theo học tại trường trung học Nam Đài nơi thủ tướng tiền nhiệm Chu Ân Lai  đã tốt nghiệp. Ông gia nhập Đảng Cộng sản Trung Quốc vào tháng 4 năm 1965 .
Từ năm 1960 đến 1965 học ngành tìm kiếm đo đạc địa chất khoáng sản, Học viện Địa chất Bắc Kinh.
Năm 1965 đến năm 1968 làm nghiên cứu sinh ngành cấu tạo địa chất thuộc Học viện Địa chất Bắc Kinh.

## Sự nghiệp
Năm 1968 đến 1978 làm kỹ thuật viên, cán sự chính trị viên của đội địa chất lực học thuộc Cục địa chất tỉnh Cam Túc.
Năm 1978 đến năm 1979 đảm nhận chức đội phó kiêm thường vụ Đảng ủy Đội địa chất lực học Cục địa chất Cam Túc.
Năm 1982 đến năm 1983 làm chủ nhiệm Phòng nghiên cứu chính sách Bộ Địa chất Khoáng sản.
Năm 1983 đến năm 1985 đảm nhiệm chức Thứ trưởng Bộ Địa chất Khoáng sản.
Năm 1985 đến 1986 làm Phó Chủ nhiệm Văn phòng trung ương Đảng.
Năm 1986 đến năm 1987 làm Chủ nhiệm Văn phòng trung ương Đảng Cộng sản Trung Quốc.
Năm 1987 đến 1992 ông là ủy viên Trung ương Đảng, dự khuyết Ban Bí thư, kiêm Chủ nhiệm Văn phòng trung ương Đảng.
Năm 1992 đến 1993 là ủy viên dự khuyết Bộ Chính trị, Bí thư Trung ương Đảng, Chủ nhiệm Văn phòng trung ương.
Năm 1998 đến năm 2002 là ủy viên Bộ chính trị, Phó Thủ tướng, Chủ nhiệm Văn phòng trung ương Đảng.
Năm 2002 là ủy viên thường vụ Bộ chính trị, Phó Thủ tướng.
Tháng 3 năm 2003 đảm nhiệm chức Thủ tướng Quốc vụ viện.
Tháng 3 năm 2013, Ôn Gia Bảo thôi giữ chức Thủ tướng Quốc vụ viện, thay thế ông là Lý Khắc Cường.

## Thủ tướng Quốc vụ viện (2003-2013)

### Thủ tướng nhiệm kỳ đầu (2003-2008)
Ôn gia nhập Ban Thường vụ Bộ Chính trị Đảng Cộng sản Trung Quốc, hội đồng cầm quyền cao nhất của Trung Quốc, vào tháng 11 năm 2002, xếp thứ ba trong số chín thành viên (Sau Hồ Cẩm Đào và Ngô Bang Quốc). Trong quá trình chuyển giao quyền lực khi Hồ Cẩm Đào đảm nhận chức tổng bí thư và chủ tịch nước lần lượt vào tháng 11 năm 2002 và tháng 3 năm 2003, việc đề cử Ôn làm thủ tướng đã được Quốc hội Nhân dân Toàn quốc xác nhận với hơn 99% phiếu bầu của các đại biểu.
Sau khi lên làm Thủ tướng, Ôn đã giám sát việc tiếp tục cải cách kinh tế và đã tham gia vào việc chuyển các mục tiêu quốc gia từ tăng trưởng kinh tế bằng mọi giá sang tăng trưởng, trong đó cũng nhấn mạnh đến sự giàu có bình đẳng hơn, cùng với các mục tiêu xã hội khác, như y tế công cộng và giáo dục. Kinh nghiệm và kiến thức chuyên môn sâu rộng của Ôn, đặc biệt được trau dồi trong thời gian chủ trì các chính sách nông nghiệp dưới thời Chu Dung Cơ, đóng vai trò quan trọng khi "thế hệ thứ tư" tìm cách khôi phục nền kinh tế nông thôn ở các khu vực bị bỏ rơi sau hai thập kỷ cải cách vừa qua. Ngoài ra, chính phủ Trung Quốc dưới thời Ôn đã bắt đầu tập trung vào các chi phí xã hội của việc phát triển kinh tế, bao gồm thiệt hại về môi trường và sức khỏe của người lao động. Định nghĩa toàn diện hơn về phát triển này được gói gọn trong ý tưởng về một xã hội xiaokang. Vào tháng 11 năm 2003, Ôn và chính phủ của ông đưa ra khẩu hiệu "Năm sự phối hợp toàn diện" trong đó vạch ra các ưu tiên của Đảng Cộng sản nhằm phát triển hài hòa và khoa học: giảm thiểu sự mất cân bằng thành thị-nông thôn, mất cân bằng giữa các vùng, mất cân bằng kinh tế-xã hội, mất cân bằng con người-môi trường, và mất cân bằng trong nước. - Mất cân bằng quốc tế Nền kinh tế Trung Quốc vẫn duy trì tốc độ tăng trưởng cao trong suốt nhiệm kỳ Thủ tướng đầu tiên của Ôn, quốc gia này có tốc độ tăng trưởng GDP trung bình là 11% từ năm 2003 đến năm 2008.(tr134)
Ban đầu được coi là người trầm tính và khiêm tốn, Ôn được cho là người giao tiếp tốt và được mệnh danh là "người của nhân dân". Ôn dường như đã nỗ lực rất nhiều để tiếp cận những người dường như bị bỏ rơi sau hai thập kỷ tăng trưởng kinh tế đáng kinh ngạc ở nông thôn và đặc biệt là miền Tây Trung Quốc. Không giống như Giang Trạch Dân và những người được ông ta bảo trợ trong Ban Thường vụ Bộ Chính trị, những người tạo nên cái gọi là "bè phái Thượng Hải", cả Ôn và Hồ đều xuất thân và đã xây dựng cơ sở chính trị của họ ở nội địa rộng lớn của Trung Quốc. . Nhiều người đã ghi nhận sự tương phản giữa Ôn và Hồ, "những người của nhân dân", và Giang Trạch Dân, cựu thị trưởng hào hoa, nói được nhiều thứ tiếng và lịch sự của Thượng Hải, thành phố quốc tế nhất đất nước.
Giống như Hồ Cẩm Đào, người được cho là tài năng xuất sắc và trí nhớ nhiếp ảnh đã giúp ông nhanh chóng lên nắm quyền, Ôn được coi là người được trang bị đầy đủ để lãnh đạo một bộ máy quan liêu rộng lớn ở quốc gia đông dân nhất thế giới và có lẽ đang thay đổi nhanh chóng nhất. Vào tháng 3 năm 2003, ông Ôn thường khiêm tốn đã nói: "Cựu đại sứ Thụy Sĩ tại Trung Quốc từng nói rằng bộ não của tôi giống như một chiếc máy tính", ông nói. "Quả thực, rất nhiều số liệu thống kê được lưu trữ trong não tôi." 
Tính ôn hòa và hòa giải, đặc biệt so với người tiền nhiệm, Chu Dung Cơ cứng rắn, thẳng thắn, phong cách quản lý đồng thuận của Ôn đã giúp ông tạo được nhiều thiện chí, nhưng cũng đã tạo ra một số đối thủ ủng hộ các quyết định chính sách cứng rắn hơn. Đáng chú ý, Ôn được biết đến rộng rãi là người đã xung đột với bí thư Thượng Hải lúc bấy giờ Trần Lương Vũ về các chính sách của chính quyền trung ương.

### Thủ tướng nhiệm kỳ hai (2008-2013)

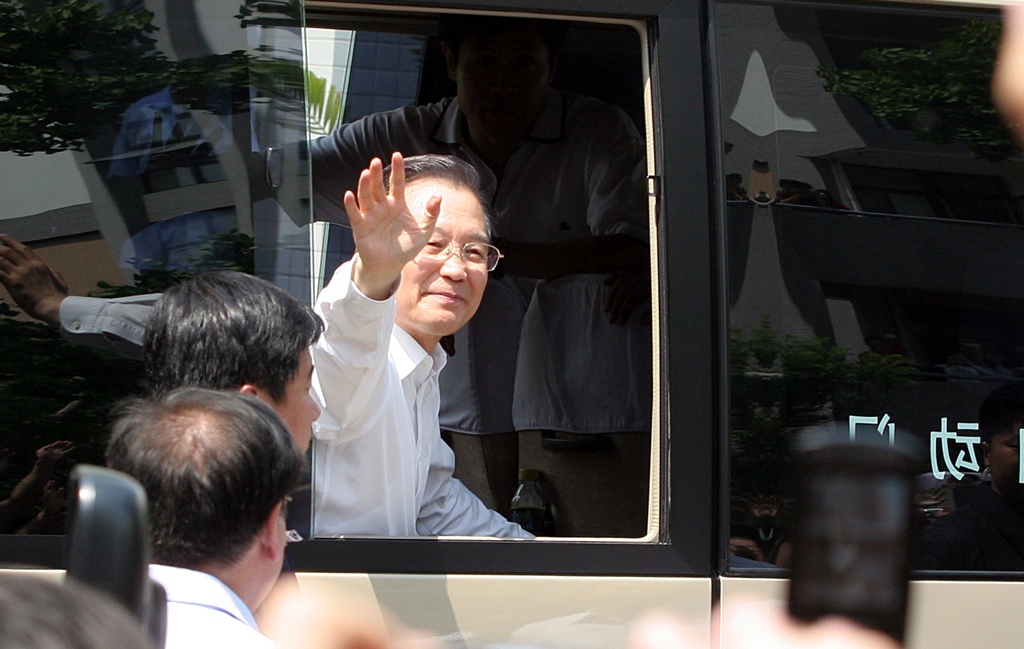
Ôn đến thăm Đại học Thanh Hoa vào tháng 5 năm 2009.

Ôn Gia Bảo được bổ nhiệm vào chức vụ thủ tướng với nhiệm kỳ 5 năm lần thứ hai vào ngày 16 tháng 3 năm 2008, dẫn đầu các nỗ lực nhằm hạ nhiệt lạm phát tăng vọt và giới thiệu đất nước với thế giới tại Thế vận hội Mùa hè 2008. Ông nhận được ít phiếu ủng hộ hơn so với năm 2003, một dấu hiệu cho thấy chức vụ thủ tướng có thể tạo ra kẻ thù, ngay cả trong những thủ tục đơn thuần của hệ thống bầu cử Trung Quốc. Ôn phải đối mặt với những thách thức kinh tế nghiêm trọng khi thế giới ngày càng bị ảnh hưởng bởi cuộc khủng hoảng kinh tế Hoa Kỳ. Sự ổn định xã hội và hoạt động tích cực trong khu vực ở các vùng nội địa bất ổn của Trung Quốc cũng chi phối chương trình nghị sự chính sách của Ôn. Vào ngày 18 tháng 3 năm 2008, trong cuộc họp báo sau Đại hội Nhân dân Toàn quốc 2008, Ôn đã chỉ ra đường lối của chính phủ khi đổ lỗi cho những người ủng hộ Đạt Lai Lạt Ma về bạo lực ở Tây Tạng] , đồng thời cho biết lực lượng an ninh Trung Quốc đã kiềm chế trong việc đối đầu với bạo loạn và bất ổn trên đường phố Lhasa. Ôn đóng vai trò là người phát ngôn của chính phủ Trung Quốc trong tình trạng bất ổn năm 2008 ở Tây Tạng và từ chối đàm phán với Đức Đạt Lai Lạt Ma và những người theo ông, trừ khi họ chọn "từ bỏ mọi hoạt động ly khai." Vào ngày 12 tháng 11 năm 2010, trong lễ khai mạc Đại hội thể thao châu Á 2010 tại Quảng Châu, Ôn trở thành người không phải nguyên thủ quốc gia đầu tiên khai mạc Đại hội thể thao châu Á.
Trong bài phát biểu cuối cùng với tư cách là Thủ tướng Trung Quốc, Ôn đã cảnh báo về sự phân hóa giàu nghèo ngày càng gia tăng trong nước, những mối nguy hiểm của suy thoái môi trường không được kiểm soát và những rủi ro do tăng trưởng kinh tế không cân bằng gây ra.

## Kinh tế
Ngày 24 tháng 8 năm 2009, Ôn Gia Bảo lên tiếng cảnh cáo là Trung Quốc đang phải đối phó với các vấn đề mới và Bắc Kinh sẽ tiếp tục duy trì việc kích thích kinh tế vì sự hồi phục vẫn còn yếu đuối. Ông cảnh giác mọi người là không nên "lạc quan mù quáng" dù rằng đã có một số cải thiện trong nền kinh tế, theo một bản thông cáo đưa ra trên trang nhà của chính phủ. Nền kinh tế "hiện đang phải đối phó với nhiều khó khăn và vấn đề mới," ông nói trong chuyến viếng thăm khu vực Đông Nam Trung Quốc vừa chấm dứt ngày 24 tháng 8 năm 2009. "Hiện vẫn còn nhiều bất ổn và nhiều vấn đề không rõ ràng trước mặt và nền kinh tế vẫn còn trầm trọng dù rằng cả nền kinh tế thế giới và quốc gia đang có những thay đổi tích cực." Ảnh hưởng của một số biện pháp của chính phủ có thể tan biến trong khi các biện pháp cần có thời gian để tạo kết quả. Ông trong thời gian qua đã liên tiếp cảnh cáo rằng không nên có thái độ tự mãn nhưng điều này đi ngược với sự lạc quan ngày càng gia tăng trong giới phân tích gia, cho rằng Trung Quốc đang có những bước tiến lớn trong nỗ lực phục hồi. Ông cũng hứa sẽ duy trì chính sách đẩy mạnh nhu cầu của thị trường nội địa và tiếp tục đổ thêm tín dụng. Bắc Kinh lúc này thi hành chính sách hai năm trị giá khoảng 4 ngàn tỉ nhân dân tệ (chừng 586 tỉ Mỹ kim) có mục đích đẩy mạnh nhu cầu trong thị trường nội địa, đổ thêm tiền vào nền kinh tế qua việc chi tiêu nhiều hơn cho các kế hoạch xây cất công cộng. Nhờ sự chi tiêu này, mức phát triển kinh tế Trung Quốc đã lên đến 7,9% trong tam cá nguyệt vừa qua, so với mức 6,1% cho tam cá nguyệt trước đó. Nhiều nhà phân tích nói rằng Trung Quốc sẽ là cường quốc kinh tế đầu tiên ra khỏi cuộc khủng hoảng toàn cầu trầm trọng nhất từ thập niên 1930 đến nay.

## Gia đình
Phu nhân của Ôn Gia Bảo là Trương Bồi Lợi